# هانز شارون

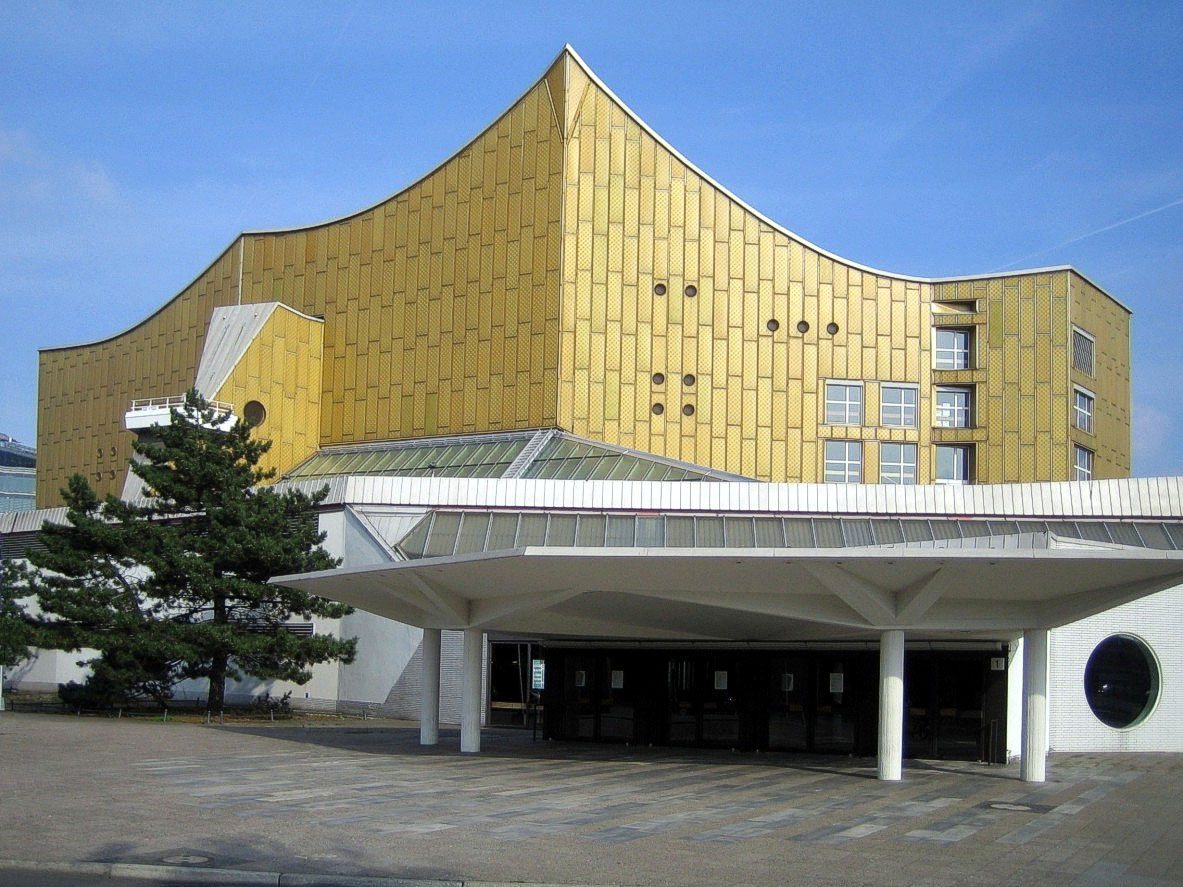
مبنى فيلهارموني برلين، برلين 1963.

هانز شارون (بالألمانية: Hans Scharoun ؛ 20 بسبتمبر 1893 – 25 نوفمبر 1972) معماري ألماني، مشهور جدا بتصميمه لمسرح الموسيقى لأوركسترا برلين الفيلهارمونية، برلين. كان من أشد المناصرين للعمارة التعبيرية والعضوية، وقد أظهر نزعة تعبيرية قوية في تصميماته - خاصة في ألمانيا.

## وصلات خارجية
- هانز شارون على موقع الموسوعة البريطانية (الإنجليزية)
- هانز شارون على موقع مونزينجر (الألمانية)

- مبنى Schminke House في ساكسونيا.